# 瀬戸なみ
瀬戸 なみ（せと なみ、1994年9月28日 - ）は、日本のグラビアアイドル。リップ所属。旧芸名は宮崎華帆、なみ。香川県出身。

## 人物・来歴
2019年9月にイメージビデオを発売しデビュー。
2020年12月、所属事務所を移籍にともない、芸名を「宮崎華帆」から「なみ」に改名。芸名には波に乗りたいという意気込みと、波のように心を落ち着かせる人になりたいという願望を込めているという。
2021年7月、改名後初のイメージビデオ『波乗りせん？』を発売。
2022年2月、芸名を「なみ」から「瀬戸なみ」に改名した。改名は検索しにくいとの声を受け、育った瀬戸内海から命名した。
2022年11月3日開催の「BreakingDown6」に出場し、女性初のKO負けとなった。

## 作品

### DVD
宮崎華帆名義
- 好きやけん・・・（2019年9月20日、イーネット・フロンティア）
- 気分嬢々（2019年12月20日、ラインコミュニケーションズ）
- 美ボディお姉さん（2020年4月24日、竹書房）
- いけないお姉さん（2020年9月25日、イーネット・フロンティア）

なみ名義
- 波乗りせん?（2021年7月21日、竹書房）
- NaMix（2021年11月26日、スパイスビジュアル）

瀬戸なみ名義
- 頼まれたらイヤとはいえない私 （2022年9月27日、エアーコントロール）

## 出演

### Youtubeチャンネル
- トリマクリ! Keirin NAVI （2024年4月15日 - ）KEIRIN TORIMAKU輪 MC[8]

### ラウンドガール
| 年     | 大会名 | ユニット名  | 他メンバー                                                         |
| ------ | ------ | ----------- | ------------------------------------------------------------------ |
| 2024年 | Krush  | Krush GIRLS | 冨樫秋穂、成沢紫音、杉本愛莉鈴、荻野心、百田汐里                   |
| 2025年 | Krush  | Krush GIRLS | 冨樫秋穂、杉本愛莉鈴、荻野心、百田汐里、田丸りさ、橘舞、小坂田純奈 |

フジテレビONE　鎧美女　#104　石田三成